# Potasznia (rejon miorski)
Potasznia (biał. Паташня; ros. Поташня) – wieś na Białorusi, w obwodzie witebskim, w rejonie miorskim, w sielsowiecie Powiacie.

## Historia
W czasach zaborów wieś w gminie Leonpol, w powiecie dzisieńskim, w guberni wileńskiej Imperium Rosyjskiego.
W latach 1921–1945 wieś i kolonia leżały w Polsce, w województwie wileńskim, w powiecie dziśnieńskim (od 1926 w powiecie brasławskim), w gminie Leonpol.
Według Powszechnego Spisu Ludności z 1921 roku zamieszkiwały:
- wieś – 139 osób, wszystkie były wyznania rzymskokatolickiego i zadeklarowały polską przynależność narodową. Było tu 31 budynków mieszkalnych[3]. W 1931 w 28 domach zamieszkiwało 149 osób[4].
- kolonię – 72 osoby, 40 były wyznania rzymskokatolickiego, 24 prawosławnego a 8 mojżeszowego. Jednocześnie 18 mieszkańców zadeklarowało polską a 54 białoruską przynależność narodową. Było tu 11 budynków mieszkalnych[3]. W 1931 w 9 domach zamieszkiwało 43 osoby[4].

Wierni należeli do parafii rzymskokatolickiej i prawosławnej w Leonpolu. Miejscowość podlegała pod Sąd Grodzki w Drui i Okręgowy w Wilnie; właściwy urząd pocztowy mieścił się w Leonpolu.
W wyniku napaści ZSRR na Polskę we wrześniu 1939 miejscowość znalazła się pod okupacją sowiecką. 2 listopada została włączona do Białoruskiej SRR. Od czerwca 1941 roku pod okupacją niemiecką. W 1944 miejscowość została ponownie zajęta przez wojska sowieckie i włączona do Białoruskiej SRR.
Od 1991 w składzie niepodległej Białorusi.